# Варіан Паске
Варіан Паске (фр. Varian Pasquet) — французький регбіст, олімпійський чемпіон.
Золоту олімпійську медаль та звання олімпійського чемпіона Паске виборов на Паризькій олімпіаді 2024 року в складі збірної Франції з регбі-7.